# Narcine nelsoni
Narcine nelsoni är en rockeart som beskrevs av Carvalho 2008. Narcine nelsoni ingår i släktet Narcine och familjen Narcinidae. IUCN kategoriserar arten globalt som livskraftig. Inga underarter finns listade i Catalogue of Life.